# Maria Patronin Bayerns (Aschenroth)

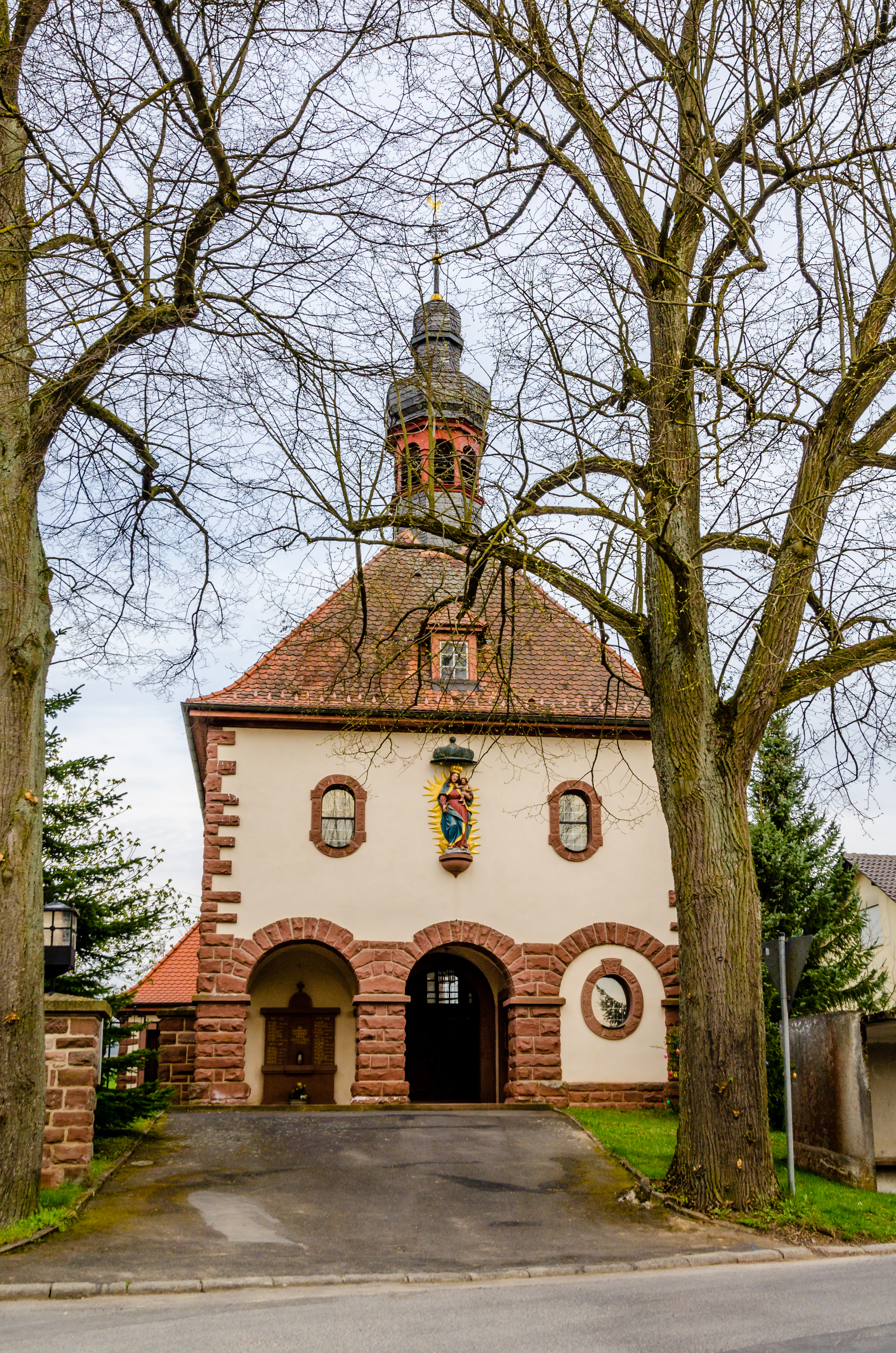
Aschenroth, Maria Patronin Bayerns

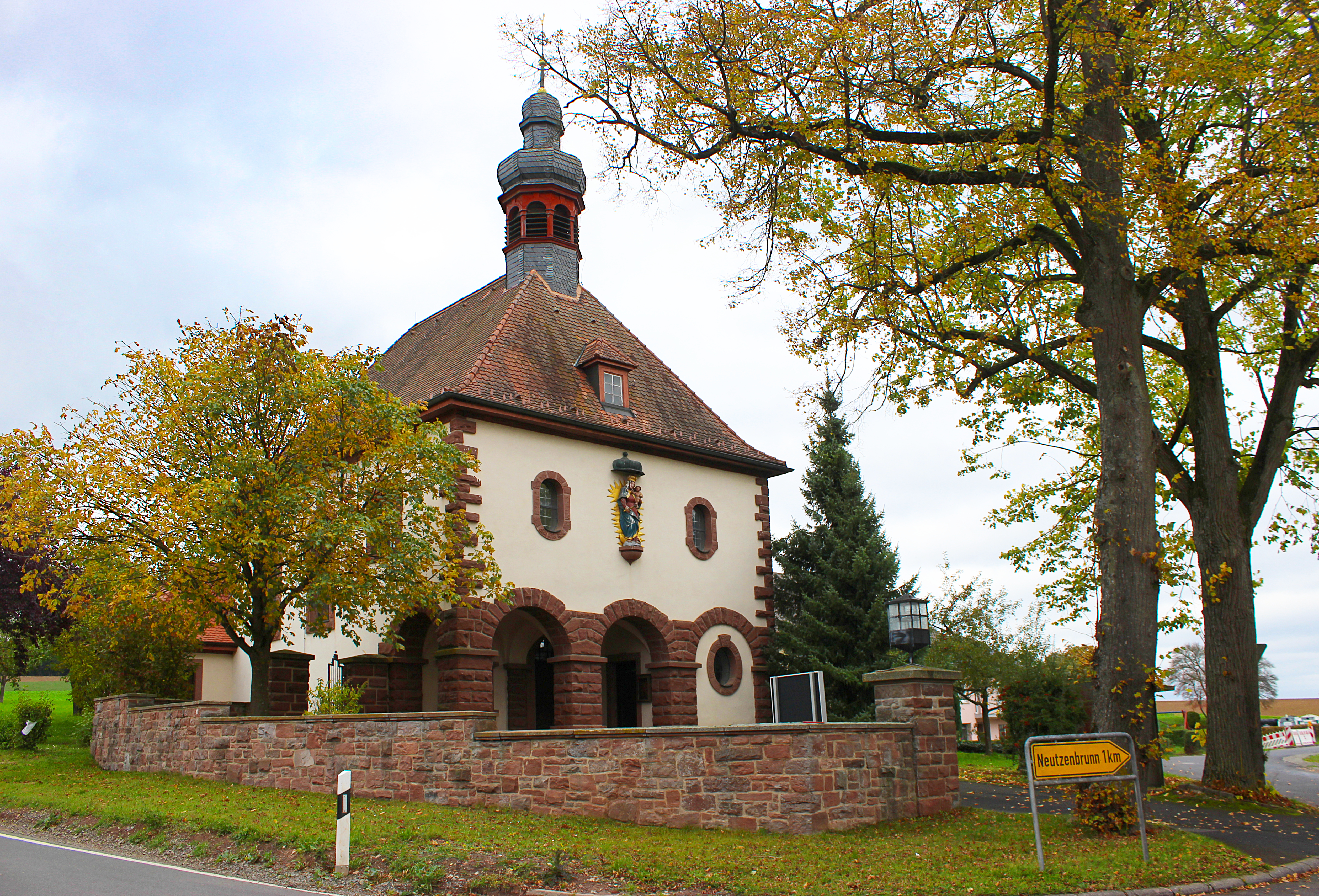
Aschenroth, Maria Patronin Bayerns

Die römisch-katholische Filialkirche St. Maria Patronin Bayerns ist die Dorfkirche von Aschenroth im unterfränkischen Landkreis Main-Spessart. Die Kirche mit dem Patrozinium der Patrona Bavariae gehört zu den Baudenkmälern von Gemünden am Main und ist unter der Nummer D-6-77-131-62 in der Bayerischen Denkmalliste registriert. Aschenroth ist ein Teil der Pfarreiengemeinschaft Um den Sodenberg.

## Geschichte
Aschenroth ist eine Filiale der Urpfarrei Wolfsmünster. Das nur 55 Einwohner zählende Dorf hatte bis in das 20. Jahrhundert hinein keine Kirche. In den Jahren 1922/23 wurde die Kirche im barockisierenden Heimatstil erbaut.

## Beschreibung

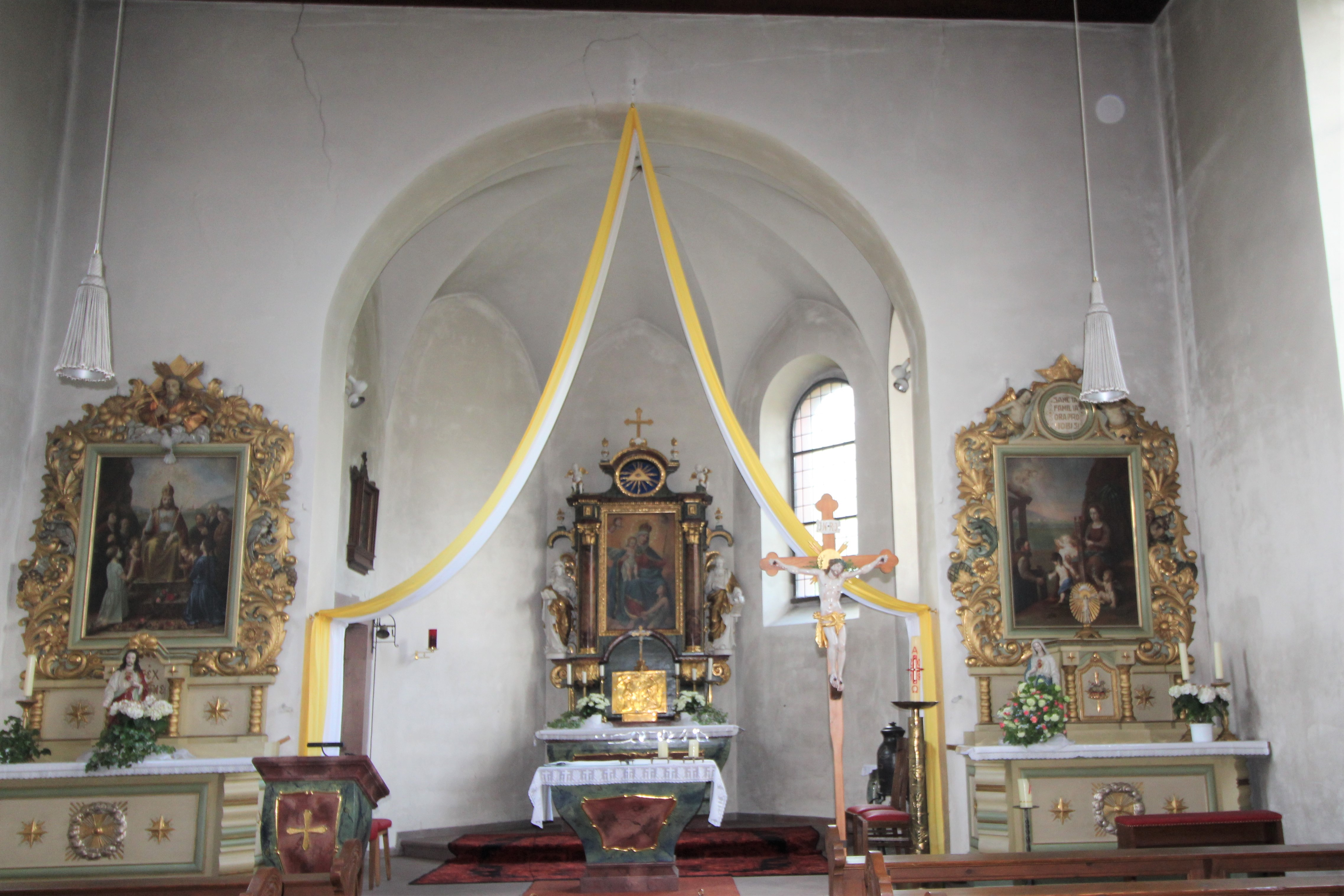
Inneres der Kirche

Die Kirche wird an der Ostseite des Langhauses durch eine von zwei Rundbogen begrenzte Vorhalle betreten. Darüber erhebt sich ein Dachreiter. Das Langhaus besitzt drei Fensterachsen mit Segmentbogen und ist flachgedeckt. Der ebenfalls flachgedeckte Chor besitzt einen Fünfachtelschluss. Der Chorbogen ist rund. Die Sakristei befindet sich an der Nordseite.

## Ausstattung
Über dem Tabernakel des Hochaltars erkennen wir ein Gemälde der heiligen Maria. Am rechten Seitenaltar ist die Heilige Familie dargestellt, am linken Christus als König. Die Orgel ist auf der östlichen Empore aufgestellt.